# Финале Светског првенства у фудбалу 1986.
Финале Светског првенства 1986. је била фудбалска утакмица између Аргентине и Западне Немачке да би се одредио победник Светског првенства 1986. године. Утакмица је одржана на стадиону Астека у Мексико Ситију 29. јуна 1986. године, а на трибинама је било 114.600 посетилаца. Аргентина је у победила резултатом 3−2.

## Пут до финала
| Тим          | Од. | Д | Н | И | ДГ | ПГ | ГР | Бод. |
| ------------ | --- | - | - | - | -- | -- | -- | ---- |
| Аргентина    | 3   | 2 | 1 | 0 | 6  | 2  | +4 | 5    |
| Италија      | 3   | 1 | 2 | 0 | 5  | 4  | +1 | 4    |
| Бугарска     | 3   | 0 | 2 | 1 | 2  | 4  | −2 | 2    |
| Јужна Кореја | 3   | 0 | 1 | 2 | 4  | 7  | −3 | 1    |

| Тим             | Од. | Д | Н | И | ДГ | ПГ | ГР | Бод. |
| --------------- | --- | - | - | - | -- | -- | -- | ---- |
| Данска          | 3   | 3 | 0 | 0 | 9  | 1  | +8 | 6    |
| Западна Немачка | 3   | 1 | 1 | 1 | 3  | 4  | −1 | 3    |
| Уругвај         | 3   | 0 | 2 | 1 | 2  | 7  | −5 | 2    |
| Шкотска         | 3   | 0 | 1 | 2 | 1  | 3  | −2 | 1    |

## Утакмица

### Резиме
Хосе Луис Браун је започео утакмицу голом за Аргентину у 23. минуту ударцем главом после слободног ударца са десне стране и остало је 1−0 све до полувремена. У 10. минуту другог полувремена, Хорхе Валдано је удвостручио вођство Аргентине ниским шутом након што је пресекао са леве стране голмана који је ишао ка њему. Карл Хајнц Румениге је дао гол у 74. минуту из непосредне близине за Западну Немачку, што је био његов први гол на турниру. Западна Немачка је потом изједначила у 83. минуту, а Руди Фелер је постигао погодак главом из непосредне близине и наизглед продужио утакмицу. Иако је Дијега Марадону током целе утакмице чувао Лотар Матеус, његов сјајан пас ка Буручаги је у 86. минуту дозволио Аргентини да поврати вођство од 3–2 када је с десне стране провукао лопту поред голмана.
На овом мечу је показано шест жутих картона, што је био рекордан број до финала Светског првенства 2010. године. Два су издата због трошења времена аргентинских играча. Како је време истекло, Аргентина је славила другу победу на Светском првенству након што је освојила Светско првенство 1978. на домаћем терену.

### Детаљи
| Аргентина                              | 3–2    | Западна Немачка          |
| -------------------------------------- | ------ | ------------------------ |
| Браун 23’ · Валдано 56’ · Буручага 84’ | Report | Румениге 74’ · Фелер 81’ |

| Аргентина | Западна Немачка |

|                |    |                     |     |     |
|                |    |                     |     |     |
| Г              | 18 | Нери Пумпидо        | 85’ |     |
| О              | 5  | Хосе Луис Браун     |     |     |
| О              | 9  | Хосе Луис Кучуфо    |     |     |
| О              | 19 | Оскар Руђери        |     |     |
| О              | 14 | Рикардо Ђусти       |     |     |
| О              | 16 | Хулио Олартикоечеа  | 77’ |     |
| С              | 2  | Серхио Батиста      |     |     |
| С              | 7  | Хорхе Буручага      |     | 90’ |
| С              | 12 | Ектор Енрике        | 81’ |     |
| Н              | 10 | Дијего Марадона (к) | 17’ |     |
| Н              | 11 | Хорхе Валдано       |     |     |
| Измене:        |    |                     |     |     |
| Г              | 15 | Луис Ислас          |     |     |
| О              | 8  | Нестор Клаусен      |     |     |
| О              | 13 | Оскар Гаре          |     |     |
| С              | 21 | Марсело Тробијани   |     | 90’ |
| Н              | 17 | Педро Пасквали      |     |     |
| Селектор:      |    |                     |     |     |
| Карлос Билардо |    |                     |     |     |

|                  |    |                         |     |     |
|                  |    |                         |     |     |
| Г                | 1  | Харалд Шумахер          |     |     |
| О                | 17 | Дитмар Јакобс           |     |     |
| О                | 4  | Карлхајнц Ферстер       |     |     |
| О                | 2  | Ханс Петер Бригел       | 62’ |     |
| О                | 14 | Томас Бертолд           |     |     |
| О                | 3  | Андреас Бреме           |     |     |
| С                | 6  | Норберт Едер            |     |     |
| С                | 8  | Лотар Матеус            | 21’ |     |
| С                | 10 | Феликс Магат            |     | 62’ |
| Н                | 11 | Карл Хајнц Румениге (к) |     |     |
| Н                | 19 | Клаус Алофс             |     | 46’ |
| Измене:          |    |                         |     |     |
| Г                | 22 | Ајке Имел               |     |     |
| С                | 21 | Волфганг Ролф           |     |     |
| Н                | 7  | Пјер Литбарски          |     |     |
| Н                | 9  | Руди Фелер              |     | 46’ |
| Н                | 20 | Дитер Хенес             |     | 62’ |
| Селектор:        |    |                         |     |     |
| Франц Бекенбауер |    |                         |     |     |

| Помоћне судије: Ерик Фредриксон (Шведска) Берни Уљоа Морера (Костарика) | Правила - 90 минута - 30 минута продужетка ако је потребно - Извођење једанаестераца ако је и даље нерешено - Наведено је пет измена, од којих се две могу користити |

## Последице
Друго Светско првенство које је освојила Аргентина многи сматрају најважнијом победом аргентинске екипе. Четири године касније, исти тимови су се састали у финалу Светског првенства 1990, где је победила Западна Немачка. Ово је био први пут да су се два финалиста Светског првенства састала два пута.
Поразом 1986. немачки селектор Франц Бекенбауер стекао је неславну титулу некога ко је изгубио финале Светског првенства као играч (1966) и као тренер. Четири године касније одвео је Западну Немачку до победе, поставши победник Светског првенства као играч (1974) и као тренер.
| „                                    | Утакмице добијају играчи на терену, али иза тога мора да стоји машинерија која ради. Ту укључујем играче, стручни штаб и вође. Ако сви вучете у истом правцу, можете да мислите на титуле. То се десило у Мексику '86. | ” |
| — Карлос Билардо, селектор Аргентине | |   |